# خلنجية
الفصيلة الخَلَنجية أو الخَلَنْجِيات أو فصيلة السمنجيات (باللاتينية: Ericaceae) هي فصيلة نباتية تحوي حوالي 850 نوعاً منتشرة في العالم.
من أشهر نباتات هذه الفصيلة عنب الأحراش والعنبية والآس البري. يتبع هذه الفصيلة أيضاً نبات النبش الذي ينمو في مناطق جنوب غرب السعودية واليمن و يقتات عليه النحل.

## محاذير سمية
بعض النباتات التي تتبع هذه الفصيلة مثل الرودندرون سامة و يؤدي تغذي النحل عليها إلى مرض جنون العسل. غير أن معظم نباتات هذه الفصيلة غير سامة.

## التصنيف
- أسرة الخلنجاوات
  - قبيلة الخلنجاوية
    - جنس الخلنج
- أسرة زهراوات الحبلى
  - جنس زهرة الحبلى